# Szewce (Kielce)
Pour les articles homonymes, voir Szewce.
Szewce est une localité polonaise de la gmina de Sitkówka-Nowiny, située dans le powiat de Kielce en voïvodie de Sainte-Croix.